# 科尔莱
科尔莱（法語：Corlay，法語發音：[kɔʁlɛ]），法国西北部市镇，位于布列塔尼大区阿摩尔滨海省，隶属于圣布里厄区，其市镇面积为13.8平方公里，2022年1月1日时人口数量为913人，在法国城市中排名第10,662位。
科尔莱位于阿摩尔滨海省南部，多个方向的公路在此交汇。

## 地名来源
“Corlay”一名可能出自布列塔尼语单词“korr”（矮小的）和“lez”（通道），其对应的布列塔尼语拼写为“Korle”。
科尔莱所处区域历史上曾通行布列塔尼语。截至2024年2月，当地政府暂未加入布列塔尼语言促进组织。

## 历史

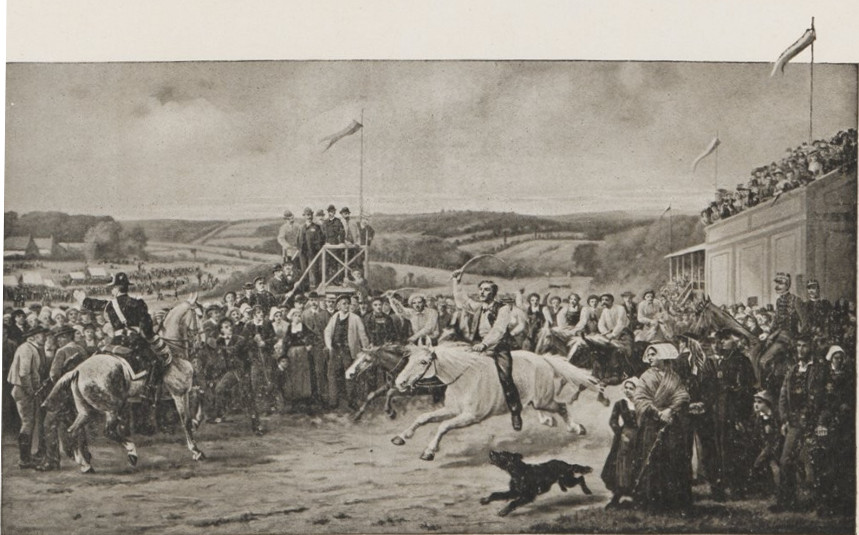
1889年科尔莱的一场跑马赛

科尔莱的早期历史尚不清楚。1204年，科尔莱在邦勒波圣母修道院的一份文件中出现。1276年，科尔莱领主在此修建了一处城堡，其附近逐渐开始形成聚落。中世纪末，科尔莱成为一处沙泰勒尼。法国大革命后，科尔莱成为北滨海省（1990年更名为“阿摩尔滨海省”）的一个市镇。1796年，科尔莱市政档案馆被烧毁。19世纪初，科尔莱出产的种马被拿破仑看中，当地由此出现了种马养殖场，并常举办各类跑马活动。

## 地理

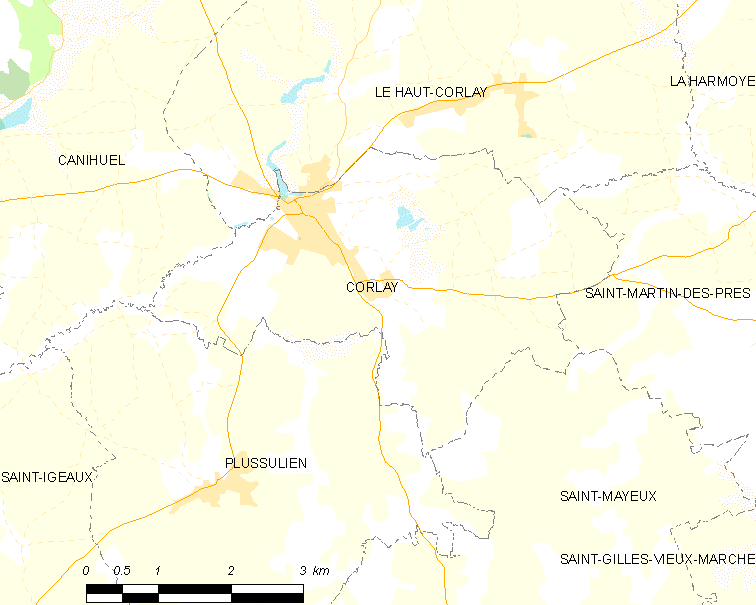
科尔莱市镇范围地图

科尔莱位于法国西北部，布列塔尼大区中部和阿摩尔滨海省南部，距离省会圣布里厄大约35公里。与科尔莱接壤的市镇包括：上科尔莱、卡尼于埃勒、普吕叙利安、圣马丁代普雷和圣马约。

### 地形
科尔莱位于阿摩里卡丘陵腹地，境内以浅丘为主，市镇中心位于一处缓坡地带，整体地势自西北向东南缓慢抬升，全境海拔在157到257米之间。

### 水文
科尔莱位于布拉韦河流域范围内，科尔莱河（rivière de Corlay）自北向西南流经市镇西北部，该河建有一处水坝，其后方形成了一处人工湖泊。

### 植被
科尔莱属于温带阔叶混交林区，林地散落分布于市镇范围内的多个区域。
在鲜花城市的评比中，科尔莱暂未被评级。

### 气候
科尔莱在柯本气候分类法中属于温带海洋性气候（Cfb）。

## 行政区划
科尔莱的市镇编号为22047，邮政编号为22320。
在行政管理方面，科尔莱隶属于法国布列塔尼大区阿摩尔滨海省圣布里厄区；在地方选举方面，科尔莱隶属于盖尔莱当县，其市镇范围全境被划入阿摩尔滨海省第三选区；在社会管理方面，科尔莱是卢代阿克-中布列塔尼市镇公共社区的组成部分。
截至2024年2月，科尔莱市镇范围内暂无任何城市敏感街区及城市政策优先街区。
法国国家统计与经济研究所（简称）在进行数据统计时，未将科尔莱划入任何城市核心区（Unité urbaine）、城市区（Aire urbaine）及城市辐射区（Aire d'attraction）。此外，还将科尔莱市镇整体看作一个“块区”（IRIS），以便于统计人口分布情况。

## 交通

### 公路
阿摩尔滨海省省道D44线、D69线、D767线和D790线在科尔莱境内交汇。布列塔尼大区下属的阿摩尔滨海省的城际客运5线经停科尔莱，可直通圣布里厄和罗斯特勒南。
2020年，62.5%的科尔莱家庭拥有至少一辆私人汽车。2021年，科尔莱境内共发生各类交通事故1起，造成1人遇难，1人受伤。
| 圣布里厄 | 35 |

| 甘冈 | 32 |

| 罗斯特勒南 | 23 |

| 蓬蒂维 | 31 |

### 铁路
距离科尔莱最近的运营中的客运铁路车站为33公里外的圣布里厄站，该站停靠往返于巴黎和布雷斯特之间的高速列车，以及前往雷恩、迪南、拉尼永等方向的区域列车。

### 航空
科尔莱距离拉尼永机场的公路里程大约67公里。

### 城市公共交通
截至2024年2月，科尔莱暂无城市公共交通系统。

## 政治

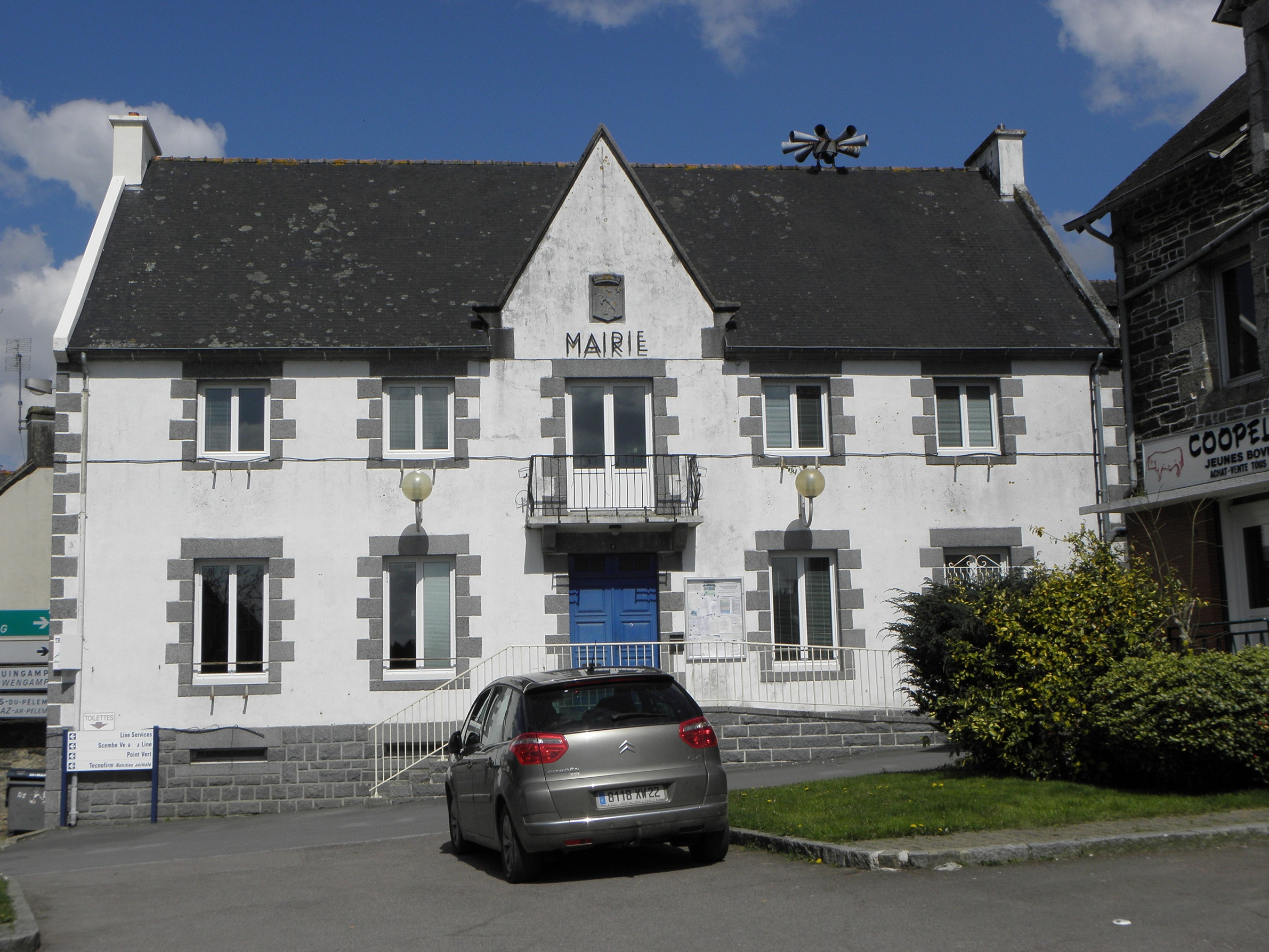
科尔莱市政厅

科尔莱的现任市长为奥利维耶·阿兰先生（Olivier ALLAIN），他是复兴党的一名成员，在2020年的市政选举中获得了100%的支持率（无其他候选人）。
在2022年的法国总统大选的第二轮选举中，法国第25任总统埃马纽埃尔·马克龙在科尔莱获得了57.45%的支持率。

## 人口
2021年，科尔莱市镇人口数量为916，在法国排名第10,662位。其中男性445人，女性477人，75岁及以上人口占18.4%，外籍人口数量为29人，人口密度为66人/平方公里，当地居民被称为（男性）或（女性）。2022年，科尔莱境内出生7人，死亡人口32人。
| 科尔莱1901年－2021年人口变化情况 |
|                                  |
| 数据来源：Cassini、INSEE         |

## 经济
科尔莱是一个区域性的中心市镇。截至2024年2月，科尔莱市镇范围内共有各类用人单位（包含自雇）164家，平均历史为22年，其中96.59%为中小型企业（PME），2023年12月至2024年2月间，当地的经济活力指数为0.61%。（小型零售）是当地2021年营业额最高的企业，为360,069欧元。

## 财政与居民收入
2022年，科尔莱的财政收入总额为1,166,460欧元，财政支出总额为933,470欧元，当年的债务总额为2,092,780欧元。2022年，科尔莱市镇通过增值税获得37,440欧元的收入，此外当地还共获得了75,730欧元的国家直接财政补助。
| 科尔莱居民收入情况                               | 科尔莱居民收入情况 | 科尔莱居民收入情况    | 科尔莱居民收入情况 |
| 内容                                             | 科尔莱             | 法国                  | 统计年份           |
| ------------------------------------------------ | ------------------ | --------------------- | ------------------ |
| 征税家庭总数                                     | 445                | 1,081（法国市镇平均） | 2022年             |
| 居民平均月收入                                   | 1,843欧元          | 2,435欧元             | 2022年             |
| 高级职员人均月收入                               | 不详               | 4,331欧元             | 2021年             |
| 中级职员人均月收入                               | 不详               | 2,470欧元             | 2021年             |
| 普通职员人均月收入                               | 不详               | 1,801欧元             | 2021年             |
| 贫困率                                           | 不详               | 14.5%                 | 2020年             |
| 青壮年（15至64岁）失业率                         | 13.1%              | 7.4%                  | 2020年             |
| 征税家庭数量占比                                 | 34.5%              | 45.5%                 | 2020年             |
| 家庭年均纳税                                     | 2,784欧元          | 4,393欧元             | 2022年             |
| 资料来源：INSEE、L'Internaute、Le Journal du Net |                    |                       |                    |

## 社会事务

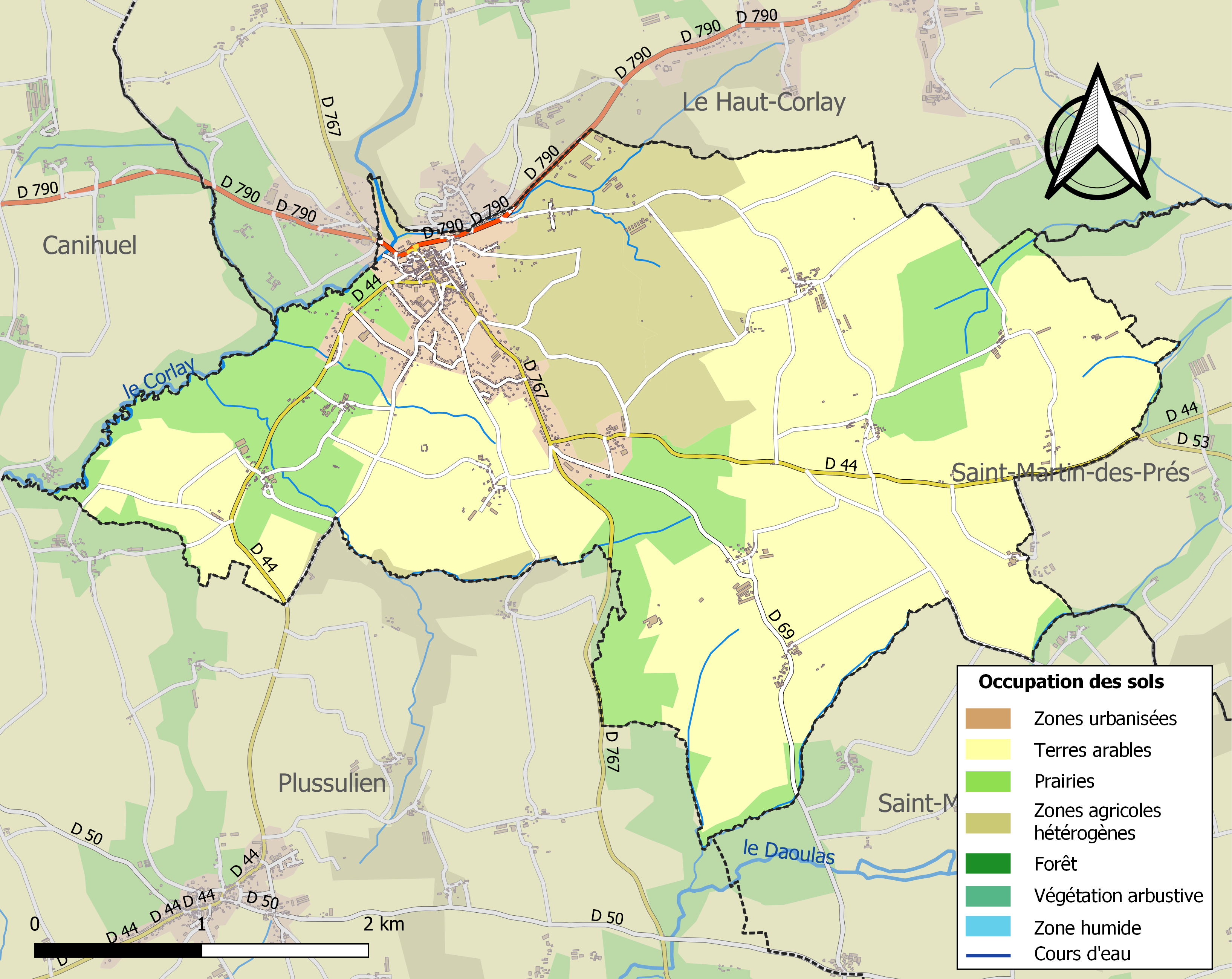
科尔莱土地利用情况地图

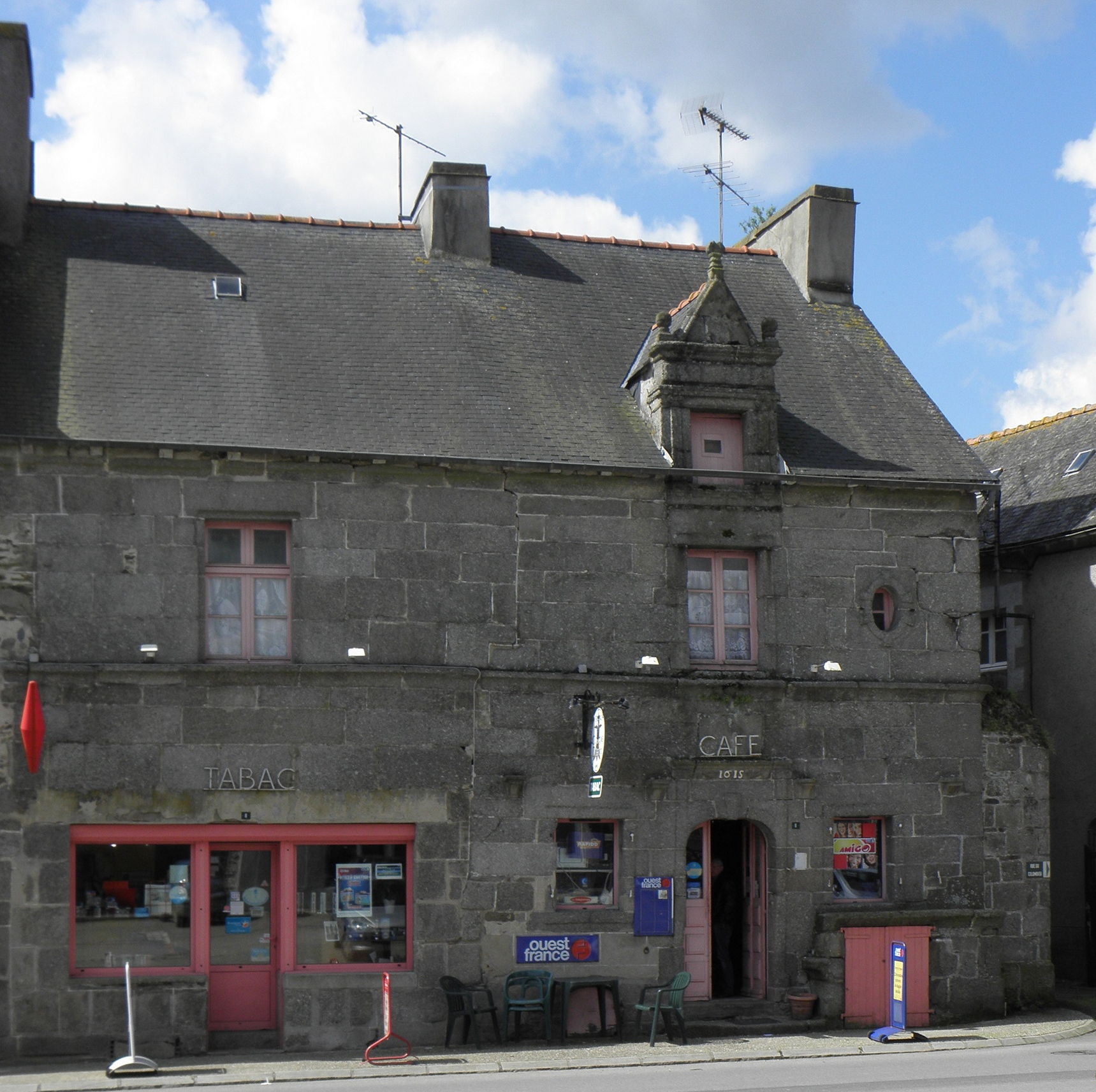
科尔莱镇中心的传统建筑

### 教育
科尔莱属于雷恩学区。截至2021年1月1日，科尔莱境内共有2所小学和1所初级中学。2021至2022学年度，科尔莱境内共有在校中等教育阶段学生64名。
2023年9月，阿摩尔滨海省教育部门曾计划关闭科尔莱初中，此举遭到当地居民的强烈反对，最终该计划于2024年2月取消。

### 医疗
截至2021年1月1日，科尔莱境内共有全科医生2名、保健师2名、牙医2名和护士8名。境内共有药房1家、养老院1家。
圣布里厄-潘波勒-特雷吉耶中心医院（Centre hospitalier de Saint-Brieuc Paimpol Tréguier）是法国的一家区域性医疗机构，其主病区伊夫·勒福尔医院（Hôpital Yves Le Foll）位于圣布里厄，距离科尔莱市区的正常车程大约29分钟，该院设有床位715个，是阿摩尔滨海省规模最大的公立综合性医院。

### 住房
2020年，科尔莱境内共有各类住房624套，其中91.2%为独立式住宅，8.8%为集中式住宅。常住房屋占科尔莱市镇范围内居民建筑总量的71.0%。
在住房保障政策方面，2022年，科尔莱境内共有60户家庭获得了住房经济补助，受益人数占总人口数量的6.6%，其中62份为房租补助。

### 商业
2021年，科尔莱境内共有各类实体商铺25家，其中餐厅4家、大型超市1家、面包房1家、肉铺1家、书店1家、银行门店1家、美容美发店2家、汽车维修店1家。科尔莱镇中心建有一家家乐福便民超市。

### 体育
2021年，科尔莱境内共有1间体育馆、1处网球场以及1处足球或橄榄球场。
截至2024年2月，科尔莱境内暂无任何注册足球俱乐部。佩莱姆-盖尔莱当-科尔莱青年联合会（Groupement des jeunes du Pélem-Guerlédan-Corlay，编号550155）是当地的代表性足球队，成立于2011年，下属十余个各青年年龄段的足球队伍，其注册地及主场为位于卡尼于埃勒的市政球场（Stade Municipal）。

### 环境
科尔莱的环境事务由其所属的卢代阿克-中布列塔尼市镇公共社区联合各级政府协调负责。2021年，科尔莱境内暂无污染企业。

### 治安
2021年，科尔莱市镇范围内有1处宪兵队。
科尔莱及其附近的共89个市镇是甘冈国家宪兵队（zone gendarmerie de Guingamp）的管辖范围。2020年，该宪兵队累计记录各类案件2,517起，其中盗窃类案件1,101起，经济类案件404起，毒品交易类案件132起。

## 文化

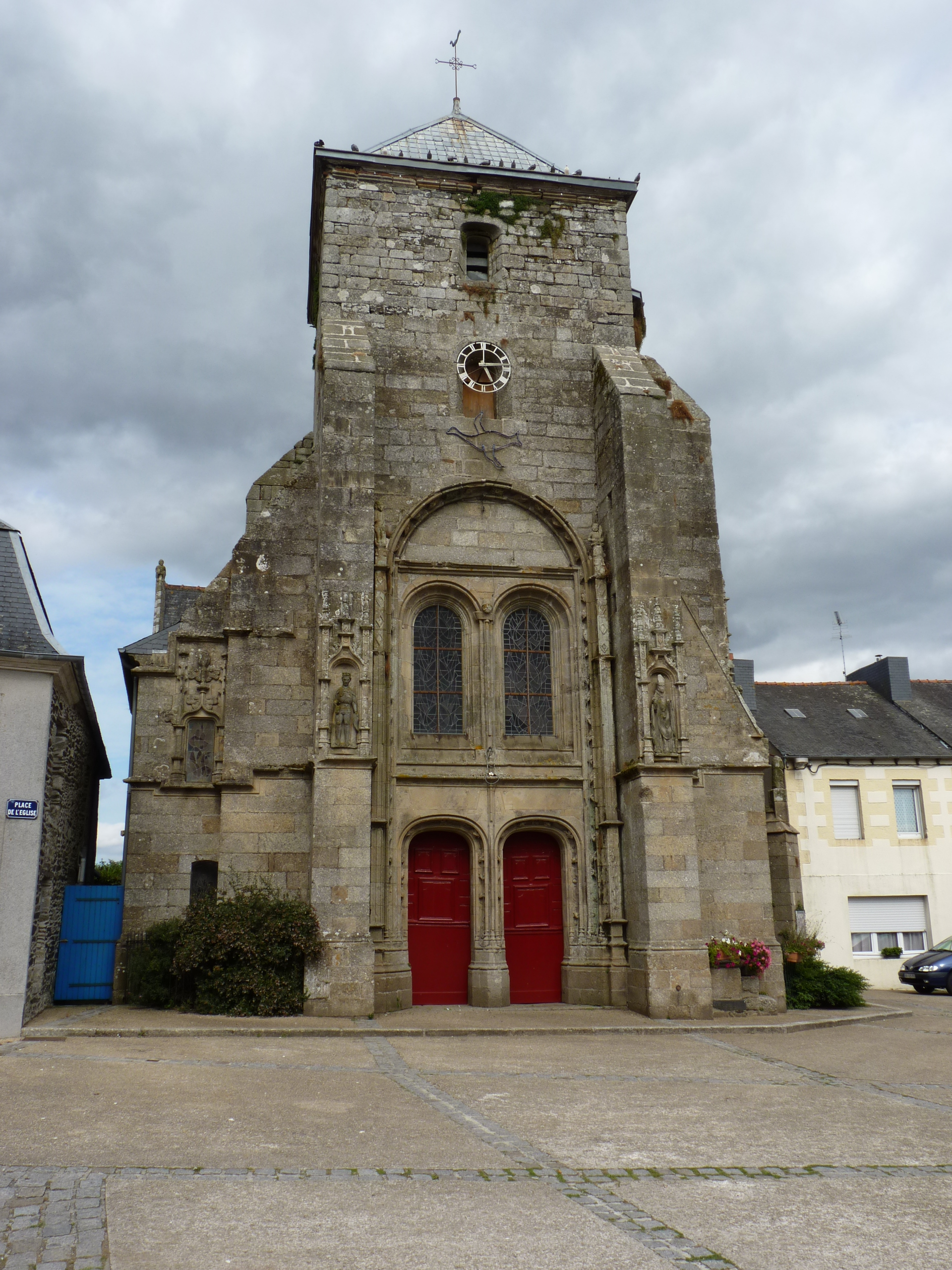
圣救世主教堂

2021年，科尔莱境内暂无任何文化设施。科尔莱境内建有图书馆（Bibliothèque），每周三、六向公众开放。

### 建筑
科尔莱境内有多处历史建筑，其中科尔莱城堡遗址、圣救世主教堂等为法国国家文物保护单位。

### 旅游
科尔莱的旅游事务由其所属的卢代阿克-中布列塔尼市镇公共社区联合各级政府协调负责。2023年，科尔莱境内有1个露营地，可容纳共30辆露营车。

### 媒体
法国主要的媒体均可在科尔莱接收，法国电视三台下属的布列塔尼大区频道在部分时段播出科尔莱所在阿摩尔滨海省的地方新闻。

## 友好城市
截至2024年2月，科尔莱暂未建立任何友好城市关系。